# Edith Clarke
Edith Clarke (* 10. Februar 1883 im Howard County, Maryland; † 29. Oktober 1959 in Maryland) war als erste Frau in den USA Ingenieurin für Elektrotechnik, erstes weibliches Mitglied in der American Institute of Electrical Engineers (AIEE) und Professorin für Elektrotechnik an der University of Texas at Austin. Nach ihr ist die in der Drehstromtechnik verwendete Clarke-Transformation benannt.

## Biografie
Sie studierte Mathematik und Astronomie am Vassar College und erwarb 1908 ihren Bachelor of Arts. Nachdem sie kurzzeitig Mathematik und Physik an einer Privatschule in San Francisco und am Marshall College unterrichtet hatte, nahm sie ein Studium im Bauingenieurwesen auf. 1912 begann sie jedoch als Human Computer bei AT&T unter George Ashley Campbell. Währenddessen studierte sie nachts Elektrotechnik an der Columbia University. 1918 wechselte sie ans Massachusetts Institute of Technology und erwarb im folgenden Jahr ihren Master in Elektrotechnik. Da man sie jedoch nicht als Ingenieurin anstellte, begann sie bei General Electric, wo sie die Computer des Turbine Engineering Department beaufsichtigte. In ihrer Freizeit entwickelte sie den Clarke calculator, ein grafisches Instrument, mit dem man Gleichungen für Hochspannungsübertragungen inkl. hyperbolischer Funktionen zehnmal schneller als mit früheren Methoden lösen konnte. Im September 1925 erhielt sie darauf das Patent US1552113.
Da man sie immer noch nicht als Ingenieur beschäftigen wollte, verließ sie 1921 General Electric und wurde kurzzeitig Lehrerin für Physik am Constantinople Women's College in Istanbul. Im folgenden Jahr wurde sich General Electric ihres Wertes bewusst und engagierte sie als Ingenieurin am Central Station Engineering Department.
Im Gegensatz zu vielen ihrer Kollegen war sie versiert in höherer Mathematik, die bei der Zusammenschaltung der Stromnetze in Form von Maschennetzen und der zunehmenden Komplexität in Verbundnetzen immer wichtiger wurde.
Ihre Arbeit über die Methode der symmetrischen Komponenten wurde 1932 von der AIEE als die beste Veröffentlichung des Jahres mit einem Preis bewertet. Ihre Methode ermöglichte es, Kraftwerke wirtschaftlicher zu fahren.
1945 kündigte sie bei General Electric. Sie begann 1947 als erste Professorin für Elektroingenieurwesen am Electrical Engineering Department der University of Texas, wo sie noch zehn Jahre lehrte.
2015 wurde sie in die National Inventors Hall of Fame aufgenommen.